# Эристави, Рафаэл Давидович
Князь Рафаэл Давидович Эриста́ви (Арагвис Эристави, Эристов-Арагвский; 9 [21] апреля 1824 года, с. Чала, Картли — 19 февраля [4 марта] 1901 года, Телави) — грузинский поэт, переводчик, этнограф и собиратель фольклора.

## Биография
Из родовитой дворянской семьи. Детство провёл в деревне Кистаури, Кахетия. Мать учила его грузинской грамотности, специально был приглашён учитель русского языка.
С 10 лет учился в Телавском уездном училище, затем в школе монастыря Шуамта. В 1839 поступил в Тифлисскую гимназию. По окончании гимназии предпринял попытку учиться в Петербургском университете, но по состоянию здоровья вынужден был прекратить обучение и вернуться в Грузию. Занимал должности при Кутаисском губернаторе, участник проведения крестьянской реформы в Мегрелии. За многолетний срок государственной службы, выезжая в различные районы Грузии, хорошо изучил жизнь трудового народа, его быт и обычаи. Ведущей темой его литературного творчества стала жизнь крестьянства. Состоял в переписке с Марием Броссе.
Стихи Эристави впервые были опубликованы в 1854 году. В 1857 году он стал свидетелем восстания мингрельских крестьян и под впечатлением от этих событий написал стихи «Просительница у судьи», в которых требовал справедливости для крестьян.
Под влиянием молодых интеллектуалов-«тергдалеулеби», с 1860-х годов Эристави обратился к гражданской поэзии. В 1873 совместно с Ильёй Чавчавадзе издал «Первую книжку крестьянских песен и поговорок».
В 1895 году в газете «Иверия» Иосиф Сталин, ещё будучи семинаристом, опубликовал стихотворение, посвящённое Эристави.
Похоронен в Телави.

## Произведения
- «Просительница у судьи»
- «Просящий и нищий»
- «Картина»
- «Думы Сесии»
- «Большая семья»
- «Родной язык»
- «Родина хевсура» (1881)

## Семья
- Был женат на Феодосии Давидовне Эристовой-Гурийской (1845—1891).